# 科馬里夫 (圖里西克區)
51°11′16″N 24°15′29″E / 51.18778°N 24.25806°E
科馬里夫（烏克蘭語：Комарів），是烏克蘭的村落，位於該國西部沃倫州，由科韋利區負責管轄，始建於1577年，面積1.52平方公里，海拔高度188米，2001年人口349，人口密度每平方公里229.3人。